# John Paul Wild
John Paul Wild, avstralski astronom in častnik, * 17. maj 1923, Sheffield, Južni Yorkshire, Anglija,  † 10. maj 2008, Canberra , Avstralija.

## Življenje
Wild je študiral matematiko in fiziko na Univerzi v Cambridgeu. Med 2. svetovno vojno je bil častnik v britanski mornarici. V letu 1947 se je priključil avstralski znanstveni organizaciji CSIRO (Commonwealth Scientific and Industrial Organization ali CSIRO), kjer je bil vodja oddelka za radijsko fiziko in pozneje njen predsednik.

## Delo
Največ se je ukvarjal z radioastronomijo, vključno z radijskim opazovanjem Sonca.
Po njem se imenuje Observatorij Paula Wilda v Narrabiju v Avstraliji . Izumil je mikrovalovni pristajalni sistem (Interscan). Prejel je večje število priznanj in nagrad. Med njimi tudi medaljo ANZAAS. Vodil je tudi neuspeli projekt hitre železnice (podobne kot je TGV) med Sydneyjem in Melbournom.